# Рудська губернія
Рудська губернія — адміністративна одиниця Берестейської економії. Фольварк Старосільський. Авульси Гершоновицький (Гершонський) і Сакський.

## Ключі
- Дивинський
- Збуражський
- Олтушський
- Озятський
- Островський
- Річицький
- Рудський